# Luis Ubiña
Luis Ignacio Ubiña Olivera (7 de junho de 1940 – 17 de julho de 2013) foi um futebolista uruguaio que atuava como defensor.

## Carreira
Luis Ubiña fez parte do elenco da Seleção Uruguaia na Copa do Mundo de 1966 e 1970. 